# 시드 멜턴

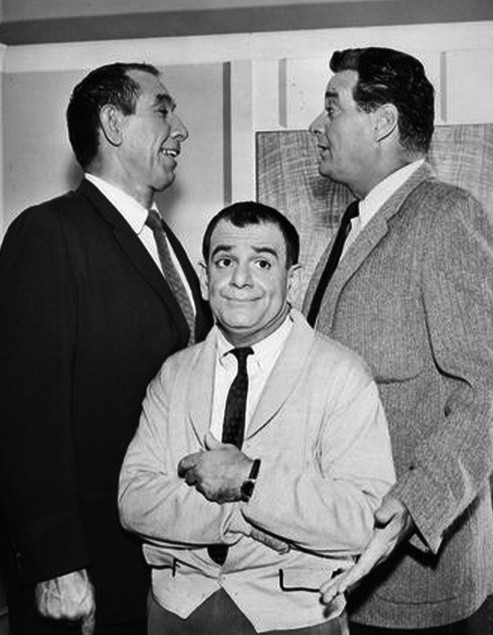

시드 멜턴(Sid Melton, 1917년 5월 22일 ~ 2011년 11월 2일)은 미국의 배우, 텔레비전 배우이다.
브루클린에서 태어났으며 버뱅크에서 사망하였다. 사인은 폐렴이다.

## 영화
- 레이디 싱스 더 블루스 (1972년)
- 터널 오브 러브 (1958년)
- 게이샤 보이 (1958년)
- 실물보다 큰 (1956년)
- 로스트 컨티넌트 (1951년)
- 철모 (1951년)
- 레몬 드롭 키드 (1951년)
- 춤추는 대뉴욕 (1949년)
- 화이트 히트 (1949년)
- 조지 화이트의 스캔달 (1945년)
- 헤이, 루키 (1944년)
- 카이로 (1942년)